# Seznam dílů seriálu V.I.P. vraždy
Toto je seznam dílů seriálu V.I.P. vraždy. Český kriminální televizní seriál V.I.P. vraždy vysílá TV Prima premiérově od 7. února 2016.

## Přehled řad
| Řada | Díly | Premiéra        | Premiéra        |
| Řada | Díly | První díl       | Poslední díl    |
| ---- | ---- | --------------- | --------------- |
| 1    | 15   | 7. února 2016   | 15. května 2016 |
| 2    | 12   | 31. března 2018 | 23. června 2018 |

## Seznam dílů

### První řada (2016)
| Č. v seriálu | Č. v řadě | Název                  | Režie             | Scénář                       | Datum premiéry  | Sledovanost v milionech |
| ------------ | --------- | ---------------------- | ----------------- | ---------------------------- | --------------- | ----------------------- |
| 1            | 1         | Nad propastí           | Jaroslav Fuit     | Jitka Bártů a Kateřina Bártů | 7. února 2016   | 1,028                   |
| 2            | 2         | Mimo realitu           | Jaroslav Fuit     | Jitka Bártů a Kateřina Bártů | 14. února 2016  | 1,029                   |
| 3            | 3         | Muž, který se vypařil  | Jaroslav Fuit     | Jitka Bártů a Kateřina Bártů | 21. února 2016  | 1,064                   |
| 4            | 4         | Skvělé vyhlídky        | Jaroslav Fuit     | Jitka Bártů a Kateřina Bártů | 28. února 2016  | 0,912                   |
| 5            | 5         | Labutí píseň           | B. A.             | Jitka Bártů a Kateřina Bártů | 6. března 2016  | 0,938                   |
| 6            | 6         | Tvrdší než diamant     | B. A.             | Jitka Bártů a Kateřina Bártů | 13. března 2016 | 1,048                   |
| 7            | 7         | S.E.D.M.E.R.O.         | B. A.             | Jitka Bártů a Kateřina Bártů | 20. března 2016 | 0,954                   |
| 8            | 8         | Vytříděný odpad        | B. A.             | Jitka Bártů a Kateřina Bártů | 27. března 2016 | 0,841                   |
| 9            | 9         | Krása na export        | Jaroslav Fuit     | Jitka Bártů a Kateřina Bártů | 3. dubna 2016   | 0,948                   |
| 10           | 10        | Bez hlavy              | Jaroslav Fuit     | Jitka Bártů a Kateřina Bártů | 10. dubna 2016  | 0,974                   |
| 11           | 11        | Na falešnou notu       | Jaroslav Fuit     | Jitka Bártů a Kateřina Bártů | 17. dubna 2016  | 0,982                   |
| 12           | 12        | Brutální žihadlo       | Jaroslav Fuit     | Jitka Bártů a Kateřina Bártů | 24. dubna 2016  | 0,952                   |
| 13           | 13        | Běžné rituály          | Katarína Šulajová | Jitka Bártů a Kateřina Bártů | 1. května 2016  | 0,842                   |
| 14           | 14        | Recept na smrt         | Katarína Šulajová | Jitka Bártů a Kateřina Bártů | 8. května 2016  | 0,916                   |
| 15           | 15        | Zločiny na pokračování | Katarína Šulajová | Jitka Bártů a Kateřina Bártů | 15. května 2016 | 0,776                   |

### Druhá řada (2018)
| Č. v seriálu | Č. v řadě | Název                         | Režie       | Scénář                       | Datum premiéry  | Sledovanost v milionech |
| ------------ | --------- | ----------------------------- | ----------- | ---------------------------- | --------------- | ----------------------- |
| 16           | 1         | Namířeno na hvězdy            | Jitka Bártů | Jitka Bártů a Kateřina Bártů | 31. března 2018 |                         |
| 17           | 2         | V moci démonů                 | Jitka Bártů | Jitka Bártů a Kateřina Bártů | 7. dubna 2018   |                         |
| 18           | 3         | Skrytá identita               | Jitka Bártů | Jitka Bártů a Kateřina Bártů | 14. dubna 2018  |                         |
| 19           | 4         | Poslední kapka šílenství      | Jitka Bártů | Jitka Bártů a Kateřina Bártů | 21. dubna 2018  |                         |
| 20           | 5         | Bez špetky romantiky          | Jitka Bártů | Jitka Bártů a Kateřina Bártů | 28. dubna 2018  |                         |
| 21           | 6         | Marod na skok                 | Jitka Bártů | Jitka Bártů a Kateřina Bártů | 12. května 2018 |                         |
| 22           | 7         | Ženské zbraně                 | Jitka Bártů | Jitka Bártů a Kateřina Bártů | 19. května 2018 |                         |
| 23           | 8         | Hazard s havětí               | Jitka Bártů | Jitka Bártů a Kateřina Bártů | 26. května 2018 |                         |
| 24           | 9         | V zajetí vzdálené budoucnosti | Jitka Bártů | Jitka Bártů a Kateřina Bártů | 2. června 2018  |                         |
| 25           | 10        | Pro věčnou slávu              | Jitka Bártů | Jitka Bártů a Kateřina Bártů | 9. června 2018  |                         |
| 26           | 11        | Když řádí zubatá              | Jitka Bártů | Jitka Bártů a Kateřina Bártů | 16. června 2018 |                         |
| 27           | 12        | Dokud nás smrt nespojí        | Jitka Bártů | Jitka Bártů a Kateřina Bártů | 23. června 2018 |                         |